# Chlorid iriditý
Chlorid iriditý je chemická sloučenina s vzorcem IrCl3. V bezvodém stavu je poměrně vzácný, ale trihydrát (IrCl3·3H2O) je výhodnou sloučeninou pro přípravu jiných sloučenin iridia.

## Příprava
Bezvodý chlorid iriditý lze připravit reakcí kovového iridia s chlorem za teploty 300–400 °C:
2 Ir + 3 Cl2 → 2 IrCl3
Hydratovaný připravíme zahříváním oxidu iriditého s kyselinou chlorovodíkovou:
Ir2O3 + 6 HCl → 2 IrCl3 + 3 H2O

## Struktura
Bezvodý α-IrCl3 má vrstevnatou strukturu izomorfní s AlCl3. Zahříváním hnědé α modifikace na teplotu 600–800 °C dojde k přechodu na červenou, romboedrickou modifikaci β.

## Použití
Hydratovaný chlorid se používá pro přípravy jiných sloučenin iridia, např. Vaskova komplexu, trans-IrCl(CO)[P(C6H5)3]2.
IrCl3(H2O)3 + 3 P(C6H5)3 + HCON(CH3)2 + C6H5NH2 → IrCl(CO)[P(C6H5)3]2 + [(CH3)2NH2]Cl + OP(C6H5)3 + [C6H5NH3]Cl + 2 H2O
Zahříváním alkenu s chloridem iriditým lze připravit odpovídající alkenový komplex iridia.